# Xanthostemon grandiflorus
Xanthostemon grandiflorus är en myrtenväxtart som beskrevs av Gugerli. Xanthostemon grandiflorus ingår i släktet Xanthostemon och familjen myrtenväxter.
Artens utbredningsområde är Nya Kaledonien. Inga underarter finns listade i Catalogue of Life.